# Omer Nishani
Omer Nishani, född 1887 i Gjirokastra i Albanien, död 1954, var en albansk politiker som var Albaniens statschef 1946–1953.